# Немец, Андре
Андре Немец (англ. André Nemec; род. 1972) — американский сценарист и продюсер. Его сценарии включают «Миссия невыполнима: Протокол Фантом», «Полицейский из Беверли-Хиллз 4» и «Черепашки-ниндзя». Он также является создателем драм канала ABC «Дорога в осень», «Жизнь на Марсе» и «Счастливый город». Он также писал сценарии к сериалам «Шпионка», «Возвращение в Калифорнию» и «Профайлер».

## Личная жизнь
Немец родился и вырос в Йонкерсе, Нью-Йорке, где он поступил в школу Ривердейл вместе с  Джошем Аппелбаумом. Затем обучался в школе искусств Тиш Нью-Йоркского университета. После колледжа он воссоединился с Аппелбаумом и вошёл в индустрию развлечения как телесценарист.

## Карьера
Список ранних работ Немеца включает «Завтра наступит сегодня» для CBS, «Возвращение в Калифорнию» для Showtime и «Криминальные гонки» для FOX. Немец в течение трёх лет работал над сериалом «Шпионкой», где он вырос до уровня соисполнительного продюсера.
Затем Немец был допущен своим другом и коллегой Дж. Дж. Абрамсом к написанию сценария к фильму «Миссия невыполнима: Протокол Фантом», четвёртой части кинофраншизы с Томом Крузом в главной роли. Это был первый полнометражный фильм Немеца. Основываясь на успешном опыте работы Немеца с Paramount Pictures над «Миссией невыполнимой», Немеца и Аппелбаума выбрали к написанию перезапуска кинофраншизы «Полицейского из Беверли-Хиллз» с Эдди Мёрфи в главной роли. Другие проекты включают новую историю о приключениях Черепашек-ниндзя, также как и не указанную в титрах сценарную работу над фильмом «Иллюзия обмана».
Немец также является исполнительным продюсером фильма «Континуум».
Немец и Аппелбаум также остаются активными на телевидении, где они пишут сценарии и разрабатывают (с  друзьями Скоттом Розенбергом и Джеффом Пинкнером) адаптацию романа Джеймса Паттерсона «Зверинец».
Немец также в данный момент является продюсером научно-фантастического драматического сериала «Несчастные» на канале CW.
С 2017 года выступает шоураннером сериала Ковбой Бибоп, первый сезон которого вышел на Netflix 19 ноября 2021 года.

## Работы
Это частичный список работ Немеца.
- Профайлер / Profiler (1999)
- Шпионки / She Spies (2002)
- Криминальные гонки / Fastlane (2002—2003)
- Шпионка / Alias (2003—2006)
- Дорога в осень / October Road (2007—2008)
- Жизнь на Марсе / Life on Mars (2008—2009)
- Счастливый город / Happy Town (2009)
- Миссия невыполнима: Протокол Фантом / Mission: Impossible — Ghost Protocol (2011)
- Черепашки-ниндзя / Teenage Mutant Ninja Turtles (2014)
- Полицейский из Беверли-Хиллз 4 / Beverly Hills Cop 4 (2016)
- Черепашки-ниндзя 2 / Teenage Mutant Ninja Turtles: Out of the Shadows (2016)
- Волшебный парк Джун / Wonder Park (2019)
- Ковбой Бибоп / Cowboy Bebop (2021—)